# Jacques d’Amboise (Mediziner)
Jacques d’Amboise (* 1559; † 1606) war ein französischer Chirurg.
Er war der Sohn von Jean d’Amboise, dem Chirurgen der Könige Franz I., Heinrich II., Karl IX., Franz II. und Heinrich III. Zudem war er der Bruder von François d’Amboise, dem königlichen Anwalt im Parlement, und von Adrien d’Amboise, dem königlichen Kaplan und Bischof von Tréguier.
Er machte auf sich aufmerksam, als er vor Ambroise Paré und anderen wichtigen Chirurgen seiner Zeit, die Sezierung einer Frau vornahm – er war damals gerade 20 Jahre alt. Er wurde Doktor der Medizin, dann Arzt Heinrichs III. und Heinrichs IV. 1594 wählte man ihn zum Rektor der Sorbonne.
Der Treueid, den die Universität gegenüber Heinrich IV. ablegte, ist das Ergebnis der Arbeit, die die Jesuiten unter seinem Rektorat leisteten. Jacques d’Amboise bekämpfte sie unter anderem mit zwei Reden vor dem Parlement, am 12. Mai und 13. Juli 1594.
Er ist kein Mitglied des Hauses von Amboise.